# Erland Johnsen
Erland Johnsen (* 5. April 1967 in Fredrikstad) ist ein norwegischer Fußballtrainer und ehemaliger Fußballspieler, der in seinem Heimatland sowie in Deutschland, England und auch für die norwegische Nationalmannschaft aktiv war.

## Karriere

### Vereine
Aus der Jugend von Moss FK hervorgegangen, rückte Johnsen 1985 in die Profi-Mannschaft auf und spielte – von der Spielzeit 1986 abgesehen – bis 1988 in der Tippeligaen, der höchsten Spielklasse im norwegischen Fußball. In seiner ersten Profisaison stieg er mit seinem Verein in die Adeccoligaen, der zweithöchsten Spielklasse, ab und kehrte als Meister dieser Spielklasse für die Spielzeit 1987 ins „Oberhaus“ zurück und wurde in dieser Norwegischer Meister. Zur Saison 1988/89 wechselte er nach Deutschland zum Bundesligisten FC Bayern München. Sein Bundesliga-Debüt gab er am 30. Juli 1988 (2. Spieltag) beim 2:2-Unentschieden im Auswärtsspiel gegen den Karlsruher SC mit Einwechslung für Hans Dorfner in der 42. Minute. In zwei Spielzeiten absolvierte er 21 Bundesliga-, fünf UEFA-Pokal- und zwei Spiele im Europapokal der Landesmeister. Sein einziges Pflichtspieltor für die Bayern erzielte er am 15. März 1989 im Viertelfinal-Rückspiel des UEFA-Pokals zum 2:0-Endstand im Heimspiel gegen Heart of Midlothian aus Schottland. 
Im Herbst 1989 wechselte Johnsen nach England zum Erstligisten FC Chelsea, für den er acht Jahre lang aktiv war und 1997 den FA Cup gewann. Kurz danach kehrte er nach Norwegen zurück und absolvierte zwei erfolgreiche Spielzeiten für Rosenborg Trondheim und zuletzt eine für Strømsgodset Drammen, der als Tabellen-Zwölfter und – infolgedessen – nach den Relegationsspielen gegen Start Kristiansand absteigen musste.

### Nationalmannschaft
1986 gab Johnsen sein Debüt in der U-21-Nationalmannschaft, für die er bis 1988 16 Länderspiele bestritt. 
Zwischen 1987 und 1995 spielte der robuste Innenverteidiger 24 Mal im Nationaltrikot. 19 Mal für die A-Nationalmannschaft (2 Tore) und fünfmal in Begegnungen, die von der FIFA nicht als A-Länderspiele anerkannt werden/wurden. Sein A-Länderspiel-Debüt gab er am 1. Juni 1988 in Oslo beim 0:0-Unentschieden gegen die Auswahl Nordirlands; sein erstes Tor erzielte er am 15. November 1989 in Glasgow beim 1:1-Unentschieden im WM-Qualifikationsspiel gegen die Auswahl Schottlands. Johnsen nahm auch an der Weltmeisterschaft 1994 in den USA teil und kam im letzten Gruppenspiel, beim 0:0-Unentschieden gegen die Auswahl Irlands, zu seinem einzigen WM-Spiel; Norwegen schied als Tabellenletzter der Gruppe E aus dem Turnier aus. Seinen letzten Einsatz bestritt er am 15. November 1995 im letzten Spiel der EM-Qualifikation, das in Rotterdam gegen die Auswahl der Niederlande mit 0:3 verloren ging.

## Erfolge
- Norwegischer Meister 1987 (mit Moss FK), 1997, 1998 (mit Rosenborg Trondheim)
- Deutscher Meister 1989, 1990 (mit dem FC Bayern München)
- Englischer Pokal-sieger 1997 (mit dem FC Chelsea)